# 黃師顏
黃師顏（1547年—？），字有發，福建泉州府南安縣人，民籍，明朝政治人物。

## 生平
隆慶四年（1570年）庚午科福建鄉試第三十三名，萬曆二年（1574年）甲戌科會試第四十一名，登三甲第十八名進士。

## 家族
曾祖黃驥，封刑部郎中；祖父黃天爵，曾任按察司副使；父黃道。母陳氏。慈侍下。兄黄南金（貢士）、黃思諧（貢士）。弟鳴勳（官生）、師曾、師閔、南奎。